# 果林水库
果林水库位于中国云南省昆明市呈贡区北部洛羊街道境内，是一座中型水库，位于马料河上。清代建有果林堰拦河蓄水灌溉农田。1958年建成坝高14.75米，总长394米，顶宽4米的均匀土质坝。目前水库正常库容为395万立方米，集雨面积为31平方千米，海拔为1940米。汕昆高速公路和324国道分别经过水库南北两端。水库西岸建有众多别墅，附近有昆明乡村高尔夫球俱乐部、都市高尔夫等。